# Julius von Haast
Johann Franz Julius von Haast (Bonn, 1822. május 1. – Wellington, 1887. augusztus 16.) német geológus, angol nyelvterületen John Francis Julius von Haast néven ismert.

## Életrajza
Kereskedőnek szánták és 1858-ban egy angol kereskedőház Új-Zélandba küldte. Itt különben már előbb is foglalkozván ásványtani és földtani tanulmányokkal, Hochstetterrel együtt tanulmányozta Új-Zéland geológiai viszonyait és emennek elutazása után az angol kormány megbízásából maga vezette a geológiai kutatást, melynek folyamán felfedezte a Dinornis (moafélék) és Palapteryx nevű kihalt óriás madárfajok maradványait. Ő fedezte fel Új-Zéland legnagyobb ragadozómadarának a maradványait, mely a legnagyobb valaha élt sasfaj volt, a Harpagornis moorei-t. Az ő tiszteletére a faj köznapi elnevezése Haast-féle sas lett. Ő alapította Christchurchben a Philosophical Institute of Canterbury és Canterbury Museum nevű intézetet és ez utóbbiban a geológia és paleontológia tanára volt. Érdemeiért lovaggá emelték.
Ő nevezte el az új-zélandi Ferenc József-gleccsert 1865-ben az akkori osztrák császárról.
Több új-zélandi földrajzi helyet is elneveztek róla, így a Haast-hágót, Haast települést, a Haast folyót, valamint a csillámpala egy helyi változatát, a Haast-palát.

## Művei
- Geology of the provinces of Canterbury and Westland, New-Zealand (London, 1879).